# لابیرنت (گروه موسیقی)
لابیرنت (به انگلیسی: Labyrinth) یک گروه پراگرسیو پاور متال ایتالیایی است که در سال ۱۹۹۱ در شهر ماسا در ناحیهٔ توسکانی شکل گرفت. این گروه تا سال ۲۰۱۲ هفت آلبوم استودیویی منتشر کرده‌است.

## تاریخچه
گروه لابیرنت در سال ۱۹۹۱ شکل گرفت و اعضای اولیهٔ آن که نام‌های مستعاری غیر ایتالیایی را برای خود برگزیده بودند متشکل بود از کارلو آندره‌آ مانیانی با نام هنری اولاف تورسن (گیتار)، آندره‌آ کانتارلی با نام هنری اندرس رین (گیتار)، آندره‌آ بارتولتی (گیتار بیس)، لوکا کونتینی با نام هنری کن تیلور (کیبرد)، فرانکو روبولوتا با نام هنری فرانک اندیور (درام) و فابیو توردیلیونه با نام هنری جو تری (خواننده). نخستین دموی گروه با نام مقاومت نیمه‌شبانه در سال ۱۹۹۴ منتشر و به دنبال آن قراردادی با شرکت ضبط موسیقی آندرگراوند سیمفونی منعقد گردید. در این زمان آندره‌آ بارتولتی گروه را ترک کرد و کریستیانو برتوکی با نام هنری کریس بریز جانشین او شد. در همان سال نخستین آلبوم چندآهنگهٔ لابیرنت نیز با نام تکه‌ای از زمان انتشار یافت و در ۱۹۹۶، نخستین آلبوم استودیویی گروه با نام هیچ محدودیتی نیست منتشر شد. کمی پس از انتشار آلبوم، فابیو توردیلیونه از گروه جدا شد و به عنوان خواننده به گروه راپسودی پیوست.
در ۱۹۹۷ فرانک آندیور و کن تیلور نیز از گروه جدا شدند و ماتیا استانچیو با نام هنری مت استنچیو به عنوان نوازندهٔ جدید درام و آندره‌آ دی پائولی با نام هنری اندرو مک‌پلز به‌عنوان نوازندهٔ کیبورد به گروه پیوستند. همچنین در این سال روبرتو تیرانتی با نام هنری راب تایرنت به عنوان خواننده به لابیرنت پیوست. همچنین گروه با شرکت ضبط موسیقی متال بلید رکوردز قراردادی را امضا نمود. کار ضبط دومین آلبوم استودیویی گروه با نام بازگشت به بهشت ممنوع ۶ ماه طول کشید و این آلبوم در سال ۱۹۹۸ عرضه شد و مورد استقبال هواداران موسیقی متال و مجلات این حوزه قرار گرفت. با وجود این کمی پس از عرضهٔ این آلبوم روبرتو تیرانتی نیز گروه را ترک نمود و خوانندهٔ جدیدی با نام موربی جایگزین او شد تا لابیرنت را در طول تور اروپاییشان همراهی نماید. پس از آن گروه مینی سی‌دی‌ای را در همین سال با نام جنایت بی‌انتها منتشر کرد که شامل قطعاتی جدید و قدیمی از نخستین دمو و آلبوم‌های هیچ محدودیتی نیست و بازگشت به بهشت ممنوع بود. همچنین در سال ۱۹۹۹ بار دیگر روبرتو تیرانتی به عنوان خواننده به لابیرنت پیوست و موربی از گروه جدا شد.
سومین آلبوم استودیوی گروه با نام پسران تندر در سال ۲۰۰۰ انتشار یافت و به جایگاه ۵۲م در چارت‌های ژاپن و ۲۶م در ایتالیا رسید. کار ترانه‌نویسی آلبوم جدید گروه در مهٔ ۲۰۰۲ آغاز شد و در همین زمان اولاف تورسن با ترک لابیرنت به‌طور کامل به گروه ویژن دیواین پیوست و همزمان مت استنچیو و اندرو مک‌پلز از ویژن دیواین جدا شده تا به‌طور تمام وقت در گروه لابیرنت باشند. همچنین در همین سال اعضای گروه تصمیم گرفتند تا از نام‌های اصلی خودشان استفاده کنند. عرضهٔ دموی آلبوم جدید گروه قراردادهای تازه‌ای را با سه لیبل سنچوری مدیا رکوردز برای عرضهٔ کارهای لابیرنت در اروپا و آمریکا، وی۲ برای عرضهٔ کارهای گروه در ایتالیا و کینگ رکوردز برای انتشار کارهای لابیرنت در ژاپن برایشان به ارمغان آورد. پس از آن کار ضبط آلبوم جدید که لابیرنت نام داشت در ژانویهٔ ۲۰۰۳ آغاز و این آلبوم در ژوئیهٔ همان سال عرضه شد. در سال ۲۰۰۴ پیر گونلا به عنوان گیتاریست و ششمین عضو گروه به لابیرنت پیوست و گروه تور آسیایی خود را با اجراهایی در ژاپن، تایوان و چین آغاز کرد. همچنین در دسامبر این سال لابیرنت قرارداد جدیدی را با ارایز رکوردز امضا نمود.
پنجمین آلبوم استودیویی لابیرنت با نام مرد آزاد در سال ۲۰۰۵ انتشار یافت. در سال ۲۰۰۶ کریستیانو برتوکی، نوازندهٔ گیتار بیس از لابیرنت جدا و به ویژن دیواین پیوست و روبرتو تیرانتی کار نوازندگی بیس را نیز علاوه بر خوانندگی برعهده گرفت. در سال ۲۰۰۷ گروه با اسکارلت رکوردز برای عرضهٔ ششمین آلبومشان با نام ۶ روز تا هیج‌کجا قرارداد بست. کار مسترینگ این آلبوم در ابی رود استودیوز انگلستان انجام شد و بازاجرایی از ترانهٔ Come Together گروه بیتلز نیز در این آلبوم گنجانده شد. در سال ۲۰۰۹ بار دیگر اولاف تورسن به لابیرنت پیوست و با تمایل گروه به تغییر سبک موسیقاییشان به به سال‌های نخستین لابیرنت، کار بر روی آلبوم بازگشت به بهشت ممنوع قسمت دوم – رؤیای نیمه‌شب پاییز آغاز گردید. این آلبوم با تهیه‌کنندگی تورسن و لابیرنت به عنوان هفتمین آلبوم استودیویی گروه در سال ۲۰۱۰ منتشر شد. در سال ۲۰۱۱ لابیرنت ۲۰ سالگی خود را جشن گرفت و آلبومی با نام آنچنان که زمان می‌گذرد … متشکل از کارهای کلاسیک گروه به علاوهٔ دو ترک اضافه، اجرای آکوستیک قطعهٔ «رؤیای نیمه‌شب پاییز» و بازاجرای قطعه‌ای از اینگوی مالمستین با نام «تو به یاد نمی‌آوری و من فراموش نمی‌کنم» را عرضه نمود.

## اعضا
اعضای کنونی
- کارلو آندره‌آ مانیانی (اولاف تورسن): گیتار (۱۹۹۱–۲۰۰۲، ۲۰۰۹ تاکنون)
- آندره‌آ کانتارلی (اندرس رین): گیتار (۱۹۹۱ تاکنون)
- آندره‌آ دی پائولی (اندرو مک‌پلز): کیبورد (۱۹۹۷ تاکنون)
- روبرتو تیرانتی (راب تایرنت): خواننده (۱۹۹۷ تاکنون)، گیتار بیس (۲۰۰۶–۲۰۱۰)
- الساندرو بیسا: درام (۲۰۱۰ تاکنون)
- سرجیو پانیاکو: گیتار بیس (۲۰۱۰ تاکنون)

اعضای پیشین
- فابیو توردیلیونه (جو تری – فابیو لیونه): خواننده (۱۹۹۱–۱۹۹۶)
- آندره‌آ بارتولتی: گیتار بیس (۱۹۹۱–۱۹۹۴)
- فرانکو روبولوتا (فرانک اندیور): درام (۱۹۹۱–۱۹۹۶)
- لوکا کونتینی (کن تیلور): کیبرد (۱۹۹۱–۱۹۹۶)
- کریس بریز: بیس (۱۹۹۵–۲۰۰۶)
- مت استنچو: درام (۱۹۹۷–۲۰۰۹)
- موربی: خواننده (۱۹۹۸–۱۹۹۹)
- پیر گونلا: گیتار (۲۰۰۳–۲۰۰۸)

## آلبوم‌شناسی
گروه لابیرنت تا سال ۲۰۱۲ یک آلبوم گردآوری‌شده، دو آلبوم چندآهنگه و هفت آلبوم استودیویی به شرح زیر منتشر کرده‌است:
آلبوم‌های استودیویی
- ۱۹۹۶ - No Limits
- ۱۹۹۸ - Return to Heaven Denied
- ۲۰۰۱ - Sons of Thunder
- ۲۰۰۳ – Labyrinth
- ۲۰۰۵ – Freeman
- ۲۰۰۷ - 6 Days to Nowhere
- ۲۰۱۰ - Return to Heaven Denied Pt. II - A Midnight Autumn’s Dream

آلبوم‌های چندآهنگه
- ۱۹۹۵ - Piece of Time
- ۱۹۹۹ - Timeless Crime

آلبوم‌های گردآوری‌شده
- ۲۰۱۱ - As Time Goes By...

دموها
- ۱۹۹۵ - Midnight Resistance